# Hermonassoides
Hermonassoides là một chi bướm đêm thuộc họ Noctuidae.